# Coleonema album

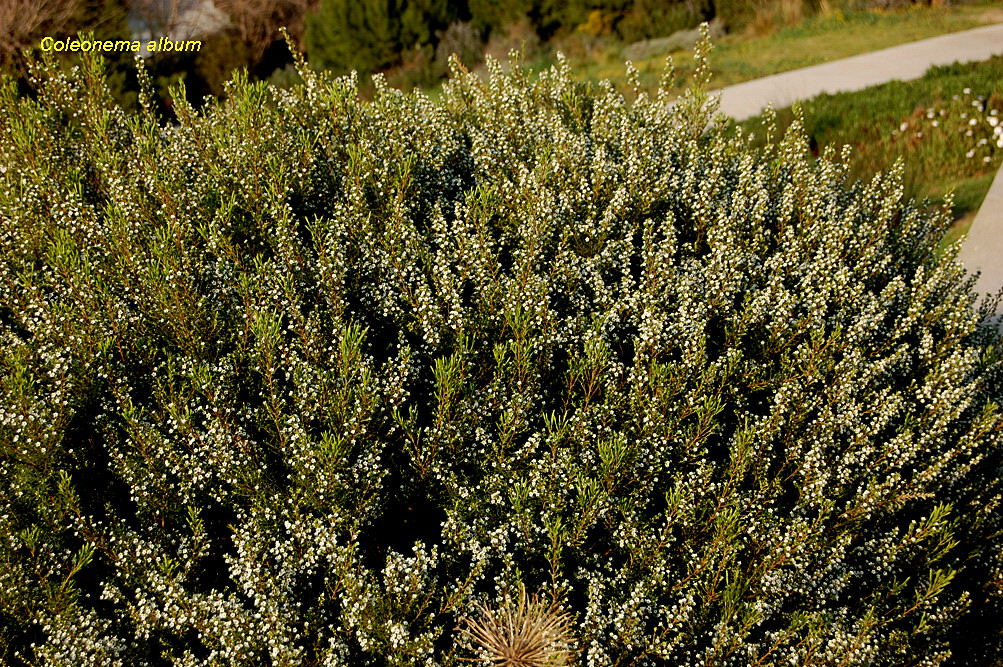
Coleonema album al Jardí Botànic de Barcelona

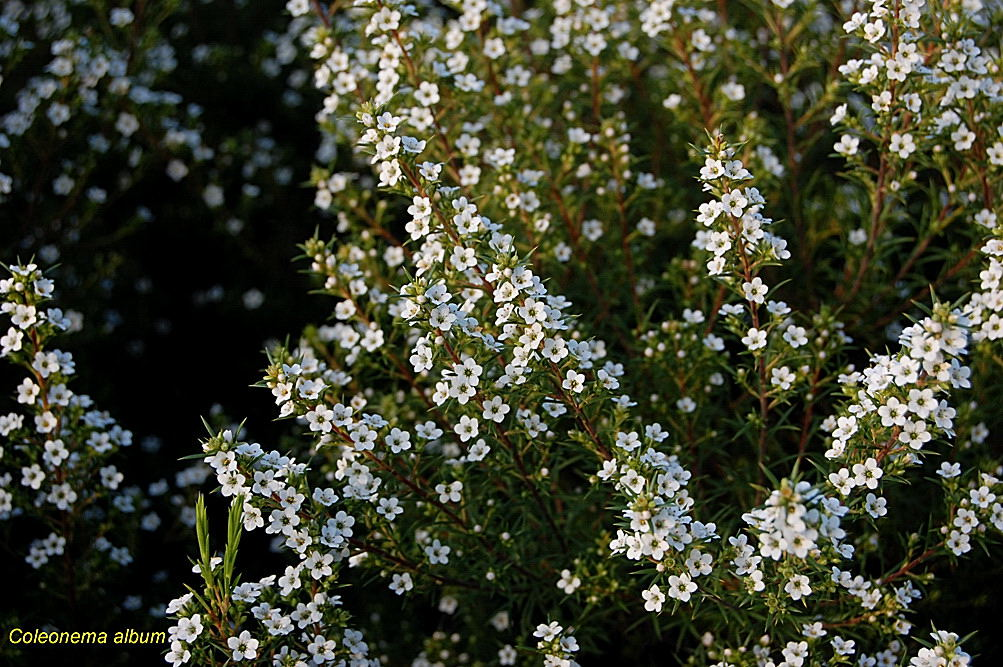
Flors

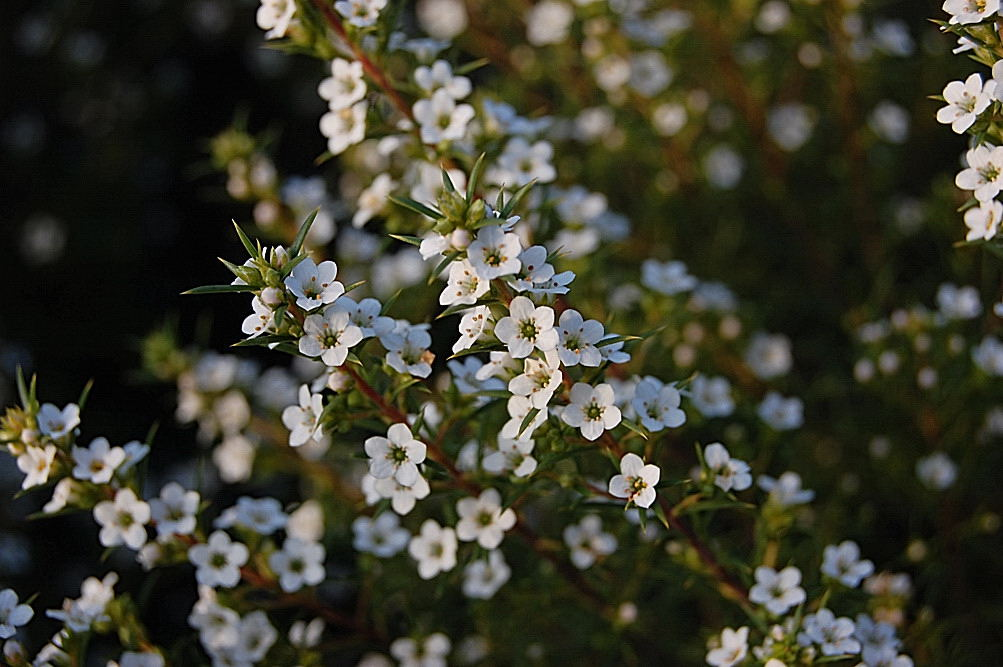
Detall de les flors

Coleonema album és una espècie de planta de la família de les rutàcies. És nadiua de Sud-àfrica.

## Descripció
És un arbust erecte, molt ramificat i compacte, que creix fins a una alçada de 2 m. Es troba ramificat finament i desenvolupa nous brots a les puntes de les branques velles. La ramificació es produeix a partir de la base de l'arbust. L'escorça és de color marró grisenc, dura, amb cicatrius horitzontals de les fulles. La inflorescència és solitària, axil·lar i densa a la punta de les branques. Els capolls tancats de flors es tenyeixen de color rosat i esdevenen blancs quan s'obren. Les flors són petites, blanques, de 6-7 mm de diàmetre, amb un disc de color verd fosc al centre. Les flors apareixen amb tal profusió que la selva és un núvol blanc quan està en flor i atrau les abelles i papallones. Floreix de maig a novembre.

## Usos
És una planta costanera excel·lent i es pot utilitzar com a planta ornamental de jardineria. Les fulles són aromàtiques i contenen olis essencials que són utilitzats pels pescadors per a eliminar-se l'olor de les mans.
Els campistes freguen les fulles a la seva roba de llit per mantenir les formigues i els mosquits allunyats. Les fulles s'usen com un repel·lent d'insectes.